# Graham Higman
Graham Higman, FRS, född 19 januari 1917 i Louth i England, död 8 april 2008 i Oxford, var en brittisk matematiker. Higman är främst känd för sina insatser inom gruppteori och har beskrivits som en av de mest betydelsefulla brittiska matematikerna inom området tillsammans med William Burnside och Philip Hall.

## Biografi
Higman föddes den 19 januari 1917 i Louth i England. Han studerade vid Sutton Secondary School och tilldelades ett stipendium i naturvetenskap vilket ledde till studier vid Balliol College vid Oxfords universitet. Där valde han att studera matematik under ledning av Henry Whitehead. Det ledde till en filosofie doktorsexamen i matematik 1941 varefter Higman tillbringade ett år vid Universitetet i Cambridge där Philip Hall sägs ha haft stor inverkan på honom. 
Åren 1940–1946 arbetade Higman åt Meteorological Office och 1946–1955 föreläste han i matematik vid University of Manchester samtidigt som han inledde ett samarbetade med matematikerna Max Newman och Bernhard Neumann som båda arbetade på universitetet.
Efter att ha övertalats av Henry Whitehead återvände Higman 1955 till Oxfords universitet där han efter en kort tid som föreläsare fick en anställning som professor i matematik. Higman utnämndes till Fellow of the Royal Society 1958 och samma år blev han Senior Research fellow vid Balliol College.
Higman blev 1960 utnämnd till Waynflete Professor of Pure Mathematics och fellow vid Magdalen College. Han kom att inneha dessa befattningar fram till pensionen 1984. Under denna tid tilldelades Higman Senior Berwick-priset 1962, De Morgan-medaljen 1974 och Sylvestermedaljen 1979. Higman var sedan gästprofessor vid University of Illinois 1984–1986. 
Higman avled den 8 april 2008 i Oxford.